# Bismoclita
La bismoclita és un mineral de la classe dels halurs, que pertany al grup de la matlockita. Rep el seu nom en al·lusió als ions que aparentment la componen: bismut, òxid i clorur.

## Característiques
La bismoclita és un halur de fórmula química (BiO)Cl. Cristal·litza en el sistema tetragonal. La seva duresa a l'escala de Mohs oscil·la entre 2 i 2,5.
Segons la classificació de Nickel-Strunz, la bismoclita pertany a «03.DC - Oxihalurs, hidroxihalurs i halurs amb doble enllaç, amb Pb (As,Sb,Bi), sense Cu» juntament amb els següents minerals: laurionita, paralaurionita, fiedlerita, penfieldita, laurelita, daubreeïta, matlockita, rorisita, zavaritskita, zhangpeishanita, nadorita, perita, aravaipaïta, calcioaravaipaïta, thorikosita, mereheadita, blixita, pinalita, symesita, ecdemita, heliofil·lita, mendipita, damaraïta, onoratoïta, cotunnita, pseudocotunnita i barstowita.

## Formació i jaciments
Va ser descoberta a Jakkalswater, a la localitat de Steinkopf, al districte de Namakwa, al Cap Septentrional, Sud-àfrica. Tot i no ser gens abundant, ha estat descrita en tots els continents del planeta a excepció de l'Antàrtida.